# Alexander Hanchett Smith
Pour les articles homonymes, voir Alexander Smith et Smith.
Alexander Hanchett Smith, né le 12 décembre 1904 et mort le 12 décembre 1986  est un mycologue américain connu pour ses contributions en taxinomie et phylogénie des champignons, spécialement les agarics.